# オンカ
株式会社オンカ（ONCA Inc.）は、愛知県名古屋市を拠点として、ホームページ（Webサイト）制作やSEOコンサルティングを提供するWebマーケティングカンパニー。

## 事業内容
- Webサイト・ホームページ制作
- ECサイト制作
- ランディングページ（LP）制作
- 内部SEO対策
- リスティング広告
- バナー広告・リマーケティング広告運用
- SNS（Instagram・facebook等）運用
- アクセス解析・ヒートマップ解析
- コンテンツマーケティング支援
- Web集客・SEOコンサルティング

## 資格
- 経済産業省認定　IT導入支援事業者
- 全日本SEO協会認定企業

## 沿革
- 2014年8月：愛知県名古屋市西区にて創業。
- 2015年3月：本社所在地を愛知県名古屋市中区錦に移転。
- 2017年9月：本社所在地を愛知県名古屋市中村区名駅に移転。
- 2017年3月：経済産業省よりIT導入支援事業者に認定。（１回目）
- 2018年4月：経済産業省よりIT導入支援事業者に認定。（２回目）
- 2018年10月：「注目の西日本ベンチャー100」に選出。
- 2019年10月：本社所在地を愛知県名古屋市中区栄に移転。
- 2020年6月：Jリーグ名古屋グランパスエイトと2020シーズンオフィシャルパートナー契約を締結。
- 2021年2月：「アジアの注目企業100」に選出。
- 2021年2月：Jリーグ名古屋グランパスエイトと2021シーズンオフィシャルパートナー契約を締結。